# Ursúa
Ursúa es la primera novela del escritor colombiano William Ospina, publicada en 2005 por Alfaguara y ganadora del Premio Nacional de Literatura. La obra es la primera de una trilogía (El país de la canela y La serpiente sin ojos) sobre la invasión y conquista española de América. 

## Composición

### Argumento
La novela, narrada por un personaje no identificado de origen mestizo,  se centra en la vida del conquistador Pedro de Ursúa, iniciando con sus años de adolescencia en Navarra y los acontecimientos que lo llevan a embarcar hacia América.
Inicialmente Ursúa llega al Perú, pero el nombramiento de su tío, Miguel Díez de Armendáriz, como juez de residencia en las Indias lo redirige al altiplano cundiboyacense donde es designado gobernador. Allí salva a Oramín, un indio muisca que se convierte en fuente principal de historias sobre la cultura nativa. Oramín le cuenta la historia del oro de Tisquesusa y se obsesiona con encontrarlo. Sin embargo, a Ursúa se le encomiendan una serie de guerras que le impiden ir tras su anhelado tesoro. Finalmente, tras 10 años de vivir en la sabana, tío y sobrino caen en desagracia y Ursúa se convierte en prófugo de la justicia de la corona y se ve obligado a huir hacia Panamá, donde le salva la vida al narrador de esta historia. Allí se convierten en grandes amigos y la historia se continúa en las siguientes novelas.

### Personajes principales

#### Pedro de Ursúa
Joven navarro que entusiasmado por las historias que llegan de las indias decide embarcarse al Nuevo Mundo con apenas 16 años. En un inicio es un hombre justo que quiere comerse el mundo y alcanzar gloria con la bendición de la corona, pero que a medida que se interna en las batallas, las historias del dorado y el tesoro de Tisquesusa se vuelve tan cruel y codicioso como aquellos conquistadores traidores que tanto había criticado. 

#### Narrador
Aunque no especifica su nombre, refiere ser un mestizo blanco de padre español y madre indígena criado en España. Participó en la expedición de Francisco de Orellana por el río Amazonas tras la cual huyó atemorizado a Europa, sin embargo se vio obligado a regresar por encargo de la corona. Amigo entrañable de Ursúa lo acompaña en las aventuras de la trilogía. 

#### Miguel Díez de Armendáriz
Tío de Ursúa, es nombrado juez de residencia en las Indias al poco tiempo de la llegada de su sobrino al continente. Es estudioso de las leyes y fluido en la palabra. Al llegar a Cartagena se ve abrumado por la cantidad de pleitos de la zona, por lo cual se ve obligado a encomendar a su sobrino inexperto como gobernador de Santafé. Con el tiempo se vuelve incompetente para administrar justicia en el nuevo reino y conseguir fortuna para él y su sobrino.

#### Oramín
Indígena muisca que tras ser rescatado por Ursúa se convierte en su fiel sirviente. Representa la inocencia y cosmovisión de los nativos, quienes nunca comprendieron  la sed de oro de los españoles. 

#### Z’bali
Primera amante de Ursúa, es una indígena de gran belleza que fue raptada de niña por alemanes en Maracaibo y convertida en sirvienta en una casa española. Z’bali se convierte en fuente de placer y confort en una época en la que solo había tiempo para la guerra y el saqueo. 

#### Juan de Castellanos
Letrado andaluz que llevaba más de una década recorriendo las Indias cuando se encuentra con Ursúa en la sierra. Juan es jovial, buen orador y excelente compañía. Sueño es internarse en algún monasterio español y escribir todas las aventuras que vivió en el Nuevo Mundo.

## Temáticas
Ursúa se centra en los hechos históricos ocurridos durante los primeros 50 años de la invasión de América patrocinada por la corona española. El autor afirma que la mayoría de los eventos narrados son reales y son congruentes con otros documentos históricos de la época.
La novela conjuga las historias ancestrales de las culturas nativas que vivían en América del Sur; descripciones topográficas de la tierra que encontraron los primeros españoles que llegaron al continente; las crueldades cometidas por los conquistadores contra indígenas y negros africanos; la vida y muerte de los principales conquistadores; y la inagotable codicia que caracterizó el periodo de colonización de la Nueva Granada.

## Recepción del público
Gabriel García Márquez definió Ursúa como ''el mejor libro del año" y Fernando Vallejo comentó que este trabajo está escrito en un prosa sin igual para su época.
Los lectores escogieron esta novela como mejor libro de ficción del 2006. Una nota crítica publicada en el periódico el tiempo la describe como una obra hermosa que llena de orgullo y tristeza simultáneamente, una prueba de que somos el reflejo de nuestro pasado.